# Flor de María Vega Zapata (luật sư)
Flor de María Vega Zapata, là một luật sư người Peru, cô có lập trường chống lại việc khai thác tài nguyên và xâm phạm trái luật vào đất nước của cô. Cô được công nhận với Giải thưởng Phụ nữ Can đảm Quốc tế năm 2019.

## Sự nghiệp
Zapata học đại học ngành luật và tốt nghiệp năm 1984 tại Khoa Khoa học pháp lý và Khoa học Chính trị của Đại học Nacional Federico Villarreal.
Với năng lực của mình, Zapata đã trở thành Điều phối viên quốc gia cho các công tố viên môi trường của Peru. Cô là lãnh đạo một nhóm Công tố viên, những người đưa ra các cáo buộc tại nhiều vụ án để truy tố các tổ chức tội phạm hoạt động trong các doanh nghiệp tội phạm khai thác và khai thác gỗ bất hợp pháp.

## Hoạt động
Cô là luật sư nổi tiếng ở Peru và được chú ý tới khi cô đứng ra chống lại việc khai thác tài nguyên trái phép ở đất nước cô. Có hoạt động tích cực để chống lại việc khai thác vàng bất hợp pháp ở Peru. Việc khai thác và khai thác trái phép tài nguyên của các tổ chức tội phạm làm suy yếu luật pháp nước này. Zapata và nhóm các công tố viên của cô đã cáo buộc 500 vụ việc được phát hiện để chống lại những người khai thác bất hợp pháp bằng cách sử dụng liên ngành thực thi môi trường vào năm 2016.
Mặc dù phải đến năm 2019, trường hợp thành công đầu tiên mới được đưa ra trừng trị. Nhóm của cô cũng đã tịch thu hàng hóa bất hợp pháp và họ đã thu giữ và cho chính phủ khoảng 1,6 triệu đô la từ gỗ trong vụ bắt giữ lớn nhất từ trước đến nay.
Cô được công nhận là Người phụ nữ can đảm năm 2019.